# Paco Bezerra
Francisco Jesús Becerra Rodríguez, más conocido como Paco Bezerra (Almería, 1978), es un dramaturgo español, licenciado en Dramaturgia y Ciencias Teatrales por la RESAD en 2004. Además, está titulado en Técnica e Interpretación por el Laboratorio de Teatro William Layton (2000). En 2003 publicó la obra Ventaquemada representada en octubre de 2008 como lectura dramatizada en Milán. Ganador del premio Barahona de Soto a la mejor obra de autor andaluz en 2004 por Viaje a Tindspunkt; Premio Calderón de la Barca en 2007, otorgado por el Ministerio de Cultura de España, para autores teatrales noveles, por Dentro de la tierra, con el cual obtuvo en 2009 el Premio Nacional de Literatura en la modalidad de Literatura Dramática. En 2022 es galardonado con el XXX Premio SGAE de Teatro Jardiel Poncela, por su obra Muero porque no muero, la vida doble de Teresa.

Escribir es como desvelar un misterio. No hay mapas que lleven a tesoros ocultos y nunca hay una "X" que indique el lugar. No lo digo yo, lo dijo Indiana Jones, en la Última Cruzada.
Dentro de la tierra.

## Biografía
Aunque nacido en Almería y criado en el popular barrio almeriense de El Alquián, es en Madrid donde desarrolla buena parte de su formación teatral y trabajo como actor y dramaturgo. Ha sido colaborador crítico habitual en la revista de investigación y creación teatral Acotaciones, coordinada por la Real Escuela Superior de Arte Dramático de Madrid. También ha trabajado como profesor y conferenciante en talleres de escritura dramática en diferentes universidades, escuelas y festivales. En 2008, becado por la Sociedad General de Autores de España, Bezerra estuvo presente en el Obrador d’Estiu, organizado por la Sala Beckett de Barcelona, como representante español junto con otros siete jóvenes dramaturgos de diferentes países. Allí participó en el taller "L’altra llengua/la llengua de l’altre", coordinado por el dramaturgo marroquí Ahmed Ghazali, donde se realizó una lectura dramatizada de su texto La noche del dragón. De ahí nació su obra El señor Ye ama los dragones, que fue la primera producción programada por Juan Carlos Pérez de la Fuente tras ser nombrado director del Teatro Español de Madrid en 2014, con puesta en escena de Luis Luque.
En su faceta de actor, en teatro ha trabajado para directores como Francisco Vidal, Paca Ojea, Carlos Alonso o Nacho Sevilla entre otros; y en cine para los Hermanos Rico y para José Miguel Ganga. En la actualidad trabaja como letrista musical para La Prohibida, cantante española de música electropop, y como profesor de Literatura Dramática en el Laboratorio de Teatro William Layton de Madrid.

## Formación
Paco Bezerra está titulado en Técnica e Interpretación por el Laboratorio de Teatro de William Layton, y licenciado en Dramaturgia y Ciencias Teatrales en la Real Escuela Superior de Arte Dramático. En el Laboratorio tuvo como profesor, entre otros, al actor y director Francisco Vidal y al dramaturgo José Ramón Fernández que también le acompañó en la RESAD y durante el proceso de creación de su obra Dentro de la tierra. Como ampliación de su formación ha asistido a diversos cursos de teatro, entre ellos: "Gozar con el bien decir" impartido por Mari Paz Ballesteros, "Voz" impartido por Concha Doñaque, "Interpretación" impartido por José Pedro Carrión, "Verso", impartido por Alicia Hermida, "Transformación" por Antonio Llopis, "Escritura dramática" por Michel Azama, "Dramaturgia de Textos narrativos" por José Sanchis Sinistierra y "Escritura dramática" impartido por José Ramón Fernández. Sus estudios de interpretación y su dominio de la técnica actoral han influido directamente en su obra. Bezerra considera indispensable la unión del campo interpretativo con el campo literario para lograr que sus palabras, puestas en boca de sus personajes, consigan su objetivo.

## Obra dramática

### Estilo
En su obra nos encontramos con un lenguaje poético, una estructura innovadora y una nueva forma de abordar los temas actuales. Bezerra tiene la capacidad de crear atmósferas inquietantes entre el humor que destaca en sus obras. Utiliza el habla coloquial para crear el lenguaje conversacional de sus personajes. Pero a su vez, las palabras pronunciadas por cada uno de ellos sugieren más de lo que aparentan. Siente especial predilección por dramaturgos tan dispares como Sófocles, García Lorca y Lluisa Cunillé. Su curiosidad literaria es amplia, y por ello recoge influencias desde Grecia hasta de sus propios coetáneos. En su obra podemos hallar también influencias de Valle-Inclán en cuanto a las referencias hacia Andalucía y la acentuación de ese mundo rural y supersticioso, recursos que Valle utiliza para la crítica de su Galicia natal. Los temas que plantea en su obra son actuales: la homosexualidad vista como una enfermedad, el machismo, la vida en el campo almeriense, el cíber-acoso sexual, la inmigración, entre otros. Escribe sobre cosas que teme o se avergüenza, o sobre aquello que tiene dudas. Sólo entiende la realidad desde la imaginación, y en sus obras suele mezclar la realidad con la ficción. No escribe teatro para expresar su opinión sino para formular preguntas. Bezerra afirma escribir para un público joven, de su edad.

### Textos
- Muero porque no muero, la vida doble de Teresa (2022). Galardonada con el XXX Premio SGAE de Teatro Jardiel Poncela. Editada por Fundación SGAE.[6] Obra censurada para su estreno por los Teatros del Canal.[7]
- El pequeño poni (2016). Estrenada en el Teatro Bellas Artes de Madrid.[8]
- El señor Ye ama los dragones (2014). Estrenada en el Teatro Español de Madrid. Editada por el Instituto Nacional de las Artes Escénicas y de la Música (INAEM).
- La escuela de la desobediencia (2011). Estrenada.
- La tierra de las montañas calmas (2010). Estrenada.
- Grooming (2008). Estrenada en el Teatro La Abadía, Madrid. Editado por Editorial Artezblai, 2012.
- Dentro de la tierra (2008). Estrenada en el Teatro Valle-Inclán, Centro Dramático Nacional, Madrid. Editado por Centro de Documentación Teatral, 2008.
- La mesa del fondo (2007).
- Viaje a Tindspunkt (2006).
- El piano de la bruta (2005). Editado por Editorial Fundamentos, Madrid.
- Yo fantasma (2005). Editado por Asociación de Autores de Teatro, Madrid, 2005.
- Ventaquemada (2003). Estrenada. Editado por Editorial Fundamentos, Madrid, 2003.
- (mi) HISTORIA (2003). Editado por Editorial Fundamentos, Madrid, 2003.
- La piedra (2003). Editado por Asociación de Autores de Teatro, Madrid, 2003.

Traducciones
• Il signor Ye ama i draghi (2015). Traducción de Marta Graziani. Editada por I Dragomanni (e-book) [italiano]

## Recepción
Los textos de Paco Bezerra han conocido numerosas representaciones y ediciones. Dentro de la tierra ha entrado a formar parte del programa de estudios de la carrera de Hispánicas de la Universidad de Verona y del Bachelor of Arts de la Universidad de Auckland.
En el 2011, en el Festival de Teatro Clásico de Cáceres se estrenó su obra La escuela de la desobediencia,  dramaturgia a partir de dos novelas dialogadas del siglo XVI y XVII, producida por Andrea D’Odorico y Teatro Portátil con la dirección de Luis Luque y la interpretación de María Adánez y Cristina Marcos. El estreno ha recogido excelentes críticas. El 1 de febrero de 2012 se estrenó Grooming en el Teatro de la Abadía con la dirección de José Luis Gómez. Las críticas han sido favorables tanto para Bezerra, y su escritura, como para las interpretaciones de Antonio de la Torre y Nausicaa Bonnín. De igual manera, El señor Ye ama los dragones en las Naves del Español en 2015 tuvo muy buena acogida de la crítica y del público.

## Premios
- Finalista del Premio Teatro Exprés (2002) por La piedra.
- Ganador del Premio Barahona de Soto (2004) por su obra Viaje a Tindspunkt.
- Finalista del Premio Miguel Romero Esteo (2004) por su obra Viaje a Tindspunkt.
- Ganador del Premio Calderón de la Barca (2007) por su obra Dentro de la Tierra.
- Premio de Teatro Jóvenes Creadores de la Comunidad de Madrid (2005).
- Ganador del Premio Nacional de Literatura Dramática (2009) por su obra Dentro de la Tierra.
- Mención de Honor del Premio Lope de Vega (2009).
- Premio a la Promoción de Almería en el Exterior (2009).
- Candidato al Premio Europa Realidades Teatrales del Premio Europa de Teatro (desde 2011).[13]
- XXX Premio SGAE de Teatro Jardiel Poncela (2022).